# USS Manlove (DE-36)
USS Manlove (DE-36) là một tàu hộ tống khu trục lớp Evarts được Hải quân Hoa Kỳ chế tạo trong Chiến tranh Thế giới thứ hai. Nó là chiếc tàu chiến duy nhất của Hải quân Mỹ được đặt theo tên Chuẩn úy Arthur Cleon Manlove (1901-1941), người phục vụ trên thiết giáp hạm Arizona (BB-39) và đã tử trận ngày 7 tháng 12, 1941 trong vụ tấn công Trân Châu Cảng. Nó đã phục vụ cho đến khi chiến tranh kết thúc, xuất biên chế vào ngày 16 tháng 11, 1945 và xóa đăng bạ vào ngày 28 tháng 11, 1945. Con tàu bị bán để tháo dỡ vào ngày 9 tháng 2, 1948. Manlove được tặng thưởng năm Ngôi sao Chiến trận do thành tích phục vụ trong Thế Chiến II.

## Thiết kế và chế tạo
Những chiếc thuộc lớp tàu khu trục Evarts có chiều dài chung 289 ft 5 in (88,21 m), mạn tàu rộng 35 ft 1 in (10,69 m) và độ sâu mớn nước khi đầy tải là 8 ft 3 in (2,51 m). Chúng có trọng lượng choán nước tiêu chuẩn 1.140 tấn Anh (1.160 t); và lên đến 1.430 tấn Anh (1.450 t) khi đầy tải. Hệ thống động lực bao gồm bốn động cơ diesel General Motors Kiểu 16-278A nối với bốn máy phát điện để vận hành hai trục chân vịt; công suất 6.000 hp (4.500 kW) cho phép đạt được tốc độ tối đa 21 kn (24 mph; 39 km/h), và có dự trữ hành trình 4.150 nmi (4.780 mi; 7.690 km) khi di chuyển ở vận tốc đường trường 12 kn (14 mph; 22 km/h).
Vũ khí trang bị bao gồm ba pháo 3 in (76 mm)/50 cal trên tháp pháo nòng đơn có thể đối hạm hoặc phòng không, một khẩu đội 1,1 inch/75 caliber bốn nòng và chín pháo phòng không Oerlikon 20 mm. Vũ khí chống ngầm bao gồm một dàn súng cối chống tàu ngầm Hedgehog Mk. 10 (có 24 nòng và mang theo 144 quả đạn); hai đường ray Mk. 9 và tám máy phóng K3 Mk. 6 để thả mìn sâu.
Manlove được đặt lườn như là chiếc BDE-36 tại Xưởng hải quân Mare Island, ở Vallejo, California vào ngày 24 tháng 2, 1943. Tuy nhiên Hải quân Hoa Kỳ quyết định giữ lại con tàu, nên xếp lại lớp như là chiếc DE-36 vào ngày 16 tháng 6, 1943. Nó được hạ thủy vào ngày 28 tháng 7, 1943; được đỡ đầu bởi bà Arthur C. Manlove, vợ góa của Chuẩn úy Manlove, và nhập biên chế vào ngày 8 tháng 11, 1943 dưới quyền chỉ huy của Hạm trưởng, Thiếu tá Hải quân J. P. Ingle.

## Lịch sử hoạt động
Sau khi hoàn tất việc chạy thử máy và được sửa chữa tại San Francisco, California, Manlove lên đường hộ tống một đoàn tàu vận tải đi sang khu vực quần đảo Hawaii, đi đến Trân Châu Cảng vào ngày 16 tháng 1, 1944. Nó hoạt động huấn luyện tại vùng phụ cận Oahu cho đến đầu tháng 2, khi nó thực hiện một chuyến đi vận tải khứ hồi đến Majuro thuộc quần đảo Marshall, và quay trở về vào ngày 18 tháng 2. Con tàu lại khởi hành vào ngày 28 tháng 2 để đi sang khu vực Marshall, nơi từ ngày 5 tháng 3 đến ngày 16 tháng 5 nó đã tuần tra chống tàu ngầm và tham gia các chiến dịch tìm-diệt tàu ngầm đối phương.
Trong lượt hoạt động tìm-diệt đầu tiên vào ngày 24 tháng 3, Manlove phát hiện ra chiếc tàu ngầm vận tải Nhật Bản I-32 đang tìm cách tiếp tế cho quân Nhật đang đồn trú trên đảo Wotje. Trong trận chiến diễn ra sau đó, Manlove phối hợp cùng tàu săn ngầm USS PC-1135 đã đánh chìm I-32 bằng các đợt thả mìn sâu.
Rời Majuro vào ngày 16 tháng 5 để đi Kwajalein, Manlove bắt đầu làm nhiệm vụ hộ tống vận tải cho việc đi lại giữa hai đảo san hô này. Đến giữa tháng 6, con tàu mở rộng phạm vi hoạt động khi hộ tống các tàu chở dầu đi đến điểm hẹn tiếp nhiên liệu ngoài khơi phục vụ cho chiến dịch đổ bộ lên quần đảo Mariana. Sau đó nó đi đến Eniwetok và đảm trách hoạt động tuần tra trong một tháng, rồi sang đầu tháng 8 đã quay trở lại vai trò hộ tống tháp tùng một đoàn tàu quay trở về Hawaii. Về đến Trân Châu Cảng vào ngày 29 tháng 8, con tàu được sửa chữa trước khi tham gia hoạt động huấn luyện cùng các tàu ngầm tại khu vực quần đảo Hawaii. Nó lên đường đi sang khu vực quần đảo Marshall vào ngày 8 tháng 10.
Manlove đi đến Eniwetok vào ngày 17 tháng 10. Trong giai đoạn từ đó cho đến tháng 3, 1945, nó chủ yếu phục vụ hộ tống vận tải cho tàu bè đi lại giữa Eniwetok và Ulithi thuộc quần đảo Caroline. Riêng vào đầu tháng 2, 1945, nó có một chuyến đi khứ hồi đến đảo Manus thuộc quần đảo Admiralty.
Vào ngày 9 tháng 3, Manlove rời Eniwetok để đi Saipan, nơi nó gia nhập cùng các đơn vị thuộc Đệ Ngũ hạm đội được tập trung nhằm chuẩn bị cho chiến dịch đổ bộ lên Okinawa. Nó khởi hành cùng hạm đội vào ngày 26 tháng 3, và đi đến vị trí tuần tra ngoài khơi Okinawa vào ngày 2 tháng 4. Con tàu phải liên tục đánh trả các đợt không kích tự sát của đối phương, cho đến khi bị hư hại vào ngày 11 tháng 4 khi một máy bay Nhật Bản nổ tung ngay cạnh nó. Sau khi được sửa chữa tại Guam, nó quay trở lại tiếp tục phục vụ tuần tra ngoài khơi Okinawa. Nó đảm nhiệm liên tục vai trò này, ngoại trừ một chuyến đi khứ hồi ngắn đến Philippines hộ tống một đoàn tàu vận tải, cho đến khi nhận mệnh lệnh quay trở về Hoa Kỳ vào ngày 5 tháng 7.
Đi ngang qua Eniwetok và Trân Châu Cảng, Manlove về đến Seattle, Washington vào ngày 26 tháng 7. Tuy nhiên do chiến tranh đã kết thúc, con tàu được cho ngừng hoạt động tại Xưởng hải quân Puget Sound và được cho xuất biên chế vào ngày 16 tháng 11, 1945. Nó bị bán cho hãng A. G. Schoonmaker Co., Inc. tại thành phố New York vào ngày 4 tháng 12, 1947 để tháo dỡ.

## Phần thưởng[2]
|  |             |  |
|  | Silver star |  |

| Dãi băng Hoạt động Tác chiến (truy tặng) |                                                                         |                                                                         |                                      |
| Huân chương Chiến dịch Hoa Kỳ            | Huân chương Chiến dịch Châu Á-Thái Bình Dương với 5 Ngôi sao Chiến trận | Huân chương Chiến dịch Châu Á-Thái Bình Dương với 5 Ngôi sao Chiến trận | Huân chương Chiến thắng Thế Chiến II |